# コフキクワガタ属

紹介図

コフキクワガタ（粉吹鍬形虫）属は、昆虫網鞘翅目クワガタムシ科のクワガタムシの一種。
学名は Casignetus だが、時に Pholidotus が用いられたり、多少の混乱がある。

## 生息地
南米のブラジルの南東部（リオデジャネイロ州、パラナ州、サンタカタリーナ州等）に生息する。

## 特徴
ホソクワガタ属、オオズクワガタ属と並ぶブラジルを代表するクワガタムシだが、体長は最大でも40 mmには達しない小形種のグループである。
同じ南米に住むチリクワガタ属に似ていて、小さめな頭部と、横から見ると大きく湾曲する大顎など、体型に共通性がある事から「サビイロチリクワガタ」等とも呼ばれる事があるが、チリクワガタほど大顎は体長より長くなる程極端にはならず、脚もチリクワガタほど長くはならない。南アフリカのコロフォン（マルガタクワガタ属）にも近いとされている。
オスの体表は金属光沢があり、その上に粉を吹いたような点刻のような色合いとなるのが「粉吹き」の名前の由来となる。メスは他のクワガタムシと同様にオスよりも大顎も身体も小さいが、前翅に色違いの筋模様のようなのが入り、オスとは体色がさして似ていない。

## 生態・飼育
あまり調査が進んでいない種類の為、不明な点が多いが、日本に輸入された時の飼育繁殖観察では、成虫は昆虫ゼリーを食して、腐植土に産卵し、幼虫はそれを食べる事が判明している。
南米産クワガタでは、ドウイロクワガタと並んで、比較的飼育しやすい種ともされる。

## 種類
3種類おり、3種共にブラジルに生息している。
フンボルトコフキクワガタ　C. humbolati
単に「コフキクワガタ」とも呼ばれる代表種。体長15-34 mm。
スピックスコフキクワガタ　C. Spixi
フンボルトコフキクワガタに比べ、やや体型が細身で、大顎も体つきも華奢になる。体長15-38 mm。
リンデンコフキクワガタ　C. lindeni
前２種に比べ、大顎が太く、体型もやや太目でがっしりしている。体長15-37 mm。

## 参照
- 岡村秀治『カブトムシ・クワガタムシ』学習研究社。ISBN 4-05-500421-4。
- 今森光彦『世界のクワガタムシ』アリス館。ISBN 978-4752001676。
- 藤田宏『世界のクワガタムシ大図鑑』むし社。ISBN 4943955061。